# Spreading Darkness
Spreading Darkness es una película estadounidense de acción, drama y crimen de 2017, dirigida por Josh Eisenstadt, que a su vez la escribió junto a Aaron Pope, musicalizada por Phil Marshall, en la fotografía estuvo Will Barratt y los protagonistas son Eric Roberts, John Savage y James Duval, entre otros. El filme fue producido por Black Elephant Productions y Casual Productions; se estrenó el 21 de noviembre de 2017.

## Sinopsis
La paranoia de un director ejecutivo va aumentando progresivamente, ya que la gente a la que perjudicó y un psiquiatra que premia a sus pacientes con medias rosas lo acosan.